# Nicolás Coronado
Nicolás Coronado González (Madrid, 18 de abril de 1988) es un actor y modelo español perteneciente a una dinastía de artistas por parte de la familia materna, los Dominguín-Bosé.

## Biografía
Nicolás es hijo del actor José Coronado y de la modelo Paola Dominguín y, por tanto, nieto del torero Luis Miguel Dominguín y de la actriz Lucía Bosé, sobrino del cantante Miguel Bosé y primo de Bimba Bosé, Olfo Bosé, Jara Tristancho y Lucía Tristancho. Tiene dos hermanas: Alma Sofía y Candela. Tras la separación de sus padres, se quedó a vivir con su padre en Madrid, mientras que seguía viendo a su madre largas temporadas en Segovia. Además, es bisnieto del torero Domingo Dominguín, sobrino nieto de los toreros José González Lucas y Domingo González Lucas, sobrino segundo de la socialité Carmen Ordóñez y primo segundo de los toreros Fran Rivera y Cayetano Rivera.
Estudió Bellas Artes, completando sus estudios con la carrera de Comunicación Audiovisual, que cursó en la Universidad Europea de Madrid.

## Trayectoria
Su primer trabajo como modelo fue siendo un bebé de poco más de un año, posando acurrucado en los brazos de su tío Miguel Bosé en la portada del disco Los chicos no lloran (1990). Primero trabajó como modelo, siguiendo la estela de su madre, y poco a poco fue formándose en Studio Corazza, uno de los más importantes a nivel nacional por el que han pasado actores como Javier Bardem o Elena Anaya.
Empezó en el mundo interpretativo participando en la miniserie de Antena 3 No soy como tú en 2010 como el protagonista, Raúl. Luego le llegó la gran oportunidad siendo uno de los protagonistas de la exitosa serie de Telecinco Tierra de lobos. Tras obtener cierta popularidad con esta serie, debutó en el cine con El amor no es lo que era (2013), y posteriormente en largometrajes como Novatos (2015), Pasaje al amanecer (2016) u Oro (2017). En 2014 participó en la serie de Antena 3 Cuéntame un cuento como Fran, el lobo de Caperucita. En 2015 apareció en la serie de TVE, Águila Roja en el papel de Manuel, un joven carpintero poseedor de una cualidad que él mismo desconoce y que pone en peligro su vida. Un año después, participó en la serie La sonata del silencio, interpretando a Hanno.
En 2017 se incorporó como personaje principal a la serie diaria de Televisión Española Servir y proteger, interpretando a Sergio Mayoral. Se mantuvo en la serie hasta el final de la segunda temporada, con la muerte de su personaje. En 2018 participó en la película Sin novedad de Miguel Berzal de Miguel. En 2020 formó parte del plantel de concursantes del programa culinario de La 1 MasterChef Celebrity 5, en el que llegó a la final. En 2021 se incorporó a la segunda temporada de la serie original de Netflix Valeria.

## Filmografía

### Cine
| Año  | Título                   | Personaje             | Dirección               |
| 2013 | El amor no es lo que era | Álex                  | Gabi Ochoa              |
| 2015 | Novatos                  | Estévez               | Pablo Aragüés           |
| 2016 | Marcados                 |                       | Virginia Calderón       |
| 2016 | Pasaje al amanecer       | Javier                | Andreu Castro           |
| 2017 | Demonios tus ojos        | Carlos                | Pedro Aguilera          |
| 2017 | Oro                      | Rodríguez             | Agustín Díaz Yanes      |
| 2018 | Sin novedad              | José                  | Miguel Berzal de Miguel |
| 2022 | Stoyan                   | Thera                 | Roberto Ruiz Céspedes   |
| 2023 | Pepe Cáceres             | Luis Miguel Dominguín | Sebastián Eslava        |

### Cortometrajes
| Año  | Título          | Personaje       | Dirección                    |
| ---- | --------------- | --------------- | ---------------------------- |
| 2024 | Estimada Ángela | Hijo (voz)      | José Luis Quirós y Paco Sáez |
| 2020 | Chica           | Lauren          | Sara Escudero                |
| 2017 | Selfie Vampiro  | Auxiliar        | César Ríos                   |
| 2013 | Ruido           | Hombre de joven | Diego Postigo                |

### Series de televisión
| Año         | Título                              | Personaje               | Canal     | Notas         |
| 2010        | No soy como tú                      | Raúl                    | Antena 3  | 2 episodios   |
| 2010 - 2011 | Tierra de lobos                     | Félix                   | Telecinco | 15 episodios  |
| 2014        | Cuéntame un cuento: Caperucita Roja | Fran, el lobo           | Antena 3  | 1 episodio    |
| 2015        | Águila Roja                         | Manuel                  | TVE       | 4 episodios   |
| 2016        | La sonata del silencio              | Hanno                   | TVE       | 7 episodios   |
| 2017 - 2018 | Servir y proteger                   | Sergio Mayoral Ferrando | TVE       | 269 episodios |
| 2018        | Looser                              | Diego                   | Flooxer   | 2 episodios   |
| 2021        | Valeria                             | Carlos                  | Netflix   | 2 episodios   |

### Programas de televisión
| Año       | Título              | Rol       | Canal       |
| 2014      | Planeta Calleja     | Invitado  | Cuatro      |
| 2017      | Días de cine        | Invitado  | La 2 de TVE |
| 2023 - ¿? | Ahora o nunca       | Reportero | La 1 de TVE |
| 2023      | José Mota Live Show | Invitado  | La 1 de TVE |

#### Como concursante
| Año  | Título                          | Posición        | Canal       |
| 2020 | MasterChef Celebrity 5          | 5.º finalista   | La 1 de TVE |
| 2023 | Tu cara me suenaː Gala de Reyes | 3.º clasificado | Antena 3    |
| 2023 | Desnudos por la vida            | –               | Telecinco   |